# Jozef Valo (normalizační politik)
Jozef Valo (1921 – ???) byl slovenský a československý politik Komunistické strany Slovenska a poslanec Sněmovny národů Federálního shromáždění za normalizace.

## Biografie
K roku 1971 se profesně uvádí jako předseda ONV. Ve volbách roku 1971 zasedl do slovenské části Sněmovny národů (volební obvod č. 98 – Senica, Západoslovenský kraj). Ve Federálním shromáždění setrval do konce funkčního období, tedy do voleb roku 1976.